# فرزندان دیگران (مجموعه تلویزیونی)
فرزندان دیگران (به انگلیسی: Other People's Children) یک درام تلویزیونی بریتانیایی در چهار قسمت محصول سال ۲۰۰۰ است که توسط لی جکسون از رمان جوآنا ترولوپ به همین نام در سال ۱۹۹۸ اقتباس شده‌است. این سریال داستان نحوه برخورد سه زن و دو مرد با ازدواج‌های جدید و عواقب برخورد همسران یا شرکای جدید با فرزندان شریک زندگی خود در سنین مختلف از ازدواج های قبلی را روایت می‌کند.